# Johannes Brahms (Schiff)
Die Johannes Brahms ist ein 1998 für Hapag-Lloyd Flusskreuzfahrten gebautes Flusskreuzfahrtschiff.

## Geschichte
Das Schiff wurde 1998 im Auftrag von Hapag-Lloyd Flusskreuzfahrten auf der Werft Scheepswerf Peters in Kampen gebaut und im Juni gleichen Jahres in Dresden auf den Namen Eurostar getauft. Zum Ende der Saison 2003 gab Hapag-Lloyd den Geschäftsbereich Flusskreuzfahrten auf, das Schiff ging dann an Viking River Cruises über und trug den Namen Eurodiamond. Ab 2006 betrieb die Austrian River Cruises das Schiff. Im Jahre 2015 fuhr das Schiff für die niederländische Dutch Cruise Line.

## Ausstattung
Das Schiff ist voll klimatisiert und verfügt auf zwei Passagierdecks über 40 jeweils mit Dusche/WC, Fön, Telefon, TV, Minibar, Safe, Klimaanlage und zwei zusammenstellbaren Einzelbetten ausgestatteten Außenkabinen mit großen Panoramafenstern.
Auf dem Hauptdeck befindet sich ein Restaurant, auf dem Oberdeck ein Panoramasalon mit Bar. Das Sonnendeck bietet Sonnenschutz und Liegestühle.